# Oporinia viridipurpurescens
Oporinia viridipurpurescens là một loài bướm đêm trong họ Geometridae.